# フェノキシ酢酸
フェノキシ酢酸（英: Phenoxyacetic Acid）は、化学式C8H8O3で表されるフェノールエーテルの一種である。

## 性質
フェノキシ酢酸の誘導体の中には、合成オーキシンとしての作用をもつものがある。4-クロロフェノキシ酢酸やクロキシホナックは、トマトやナスの着果を促す植物成長調整剤として使用されている（クロキシホナックは、日本では2007年に登録失効）。2,4-ジクロロフェノキシ酢酸（2,4-D）や2,4,5-トリクロロフェノキシ酢酸（2,4,5-T）は除草剤として、ベトナム戦争では枯葉剤として使用された。